# 医王寺 (刈谷市)
医王寺（醫王寺、いおうじ）は、愛知県刈谷市高津波町2丁目93にある曹洞宗の寺院である。山号は宝勝山。高津波の南端部にあり、JR東海道本線に近い。高津波町には真宗大谷派の金勝寺もある。

## 歴史

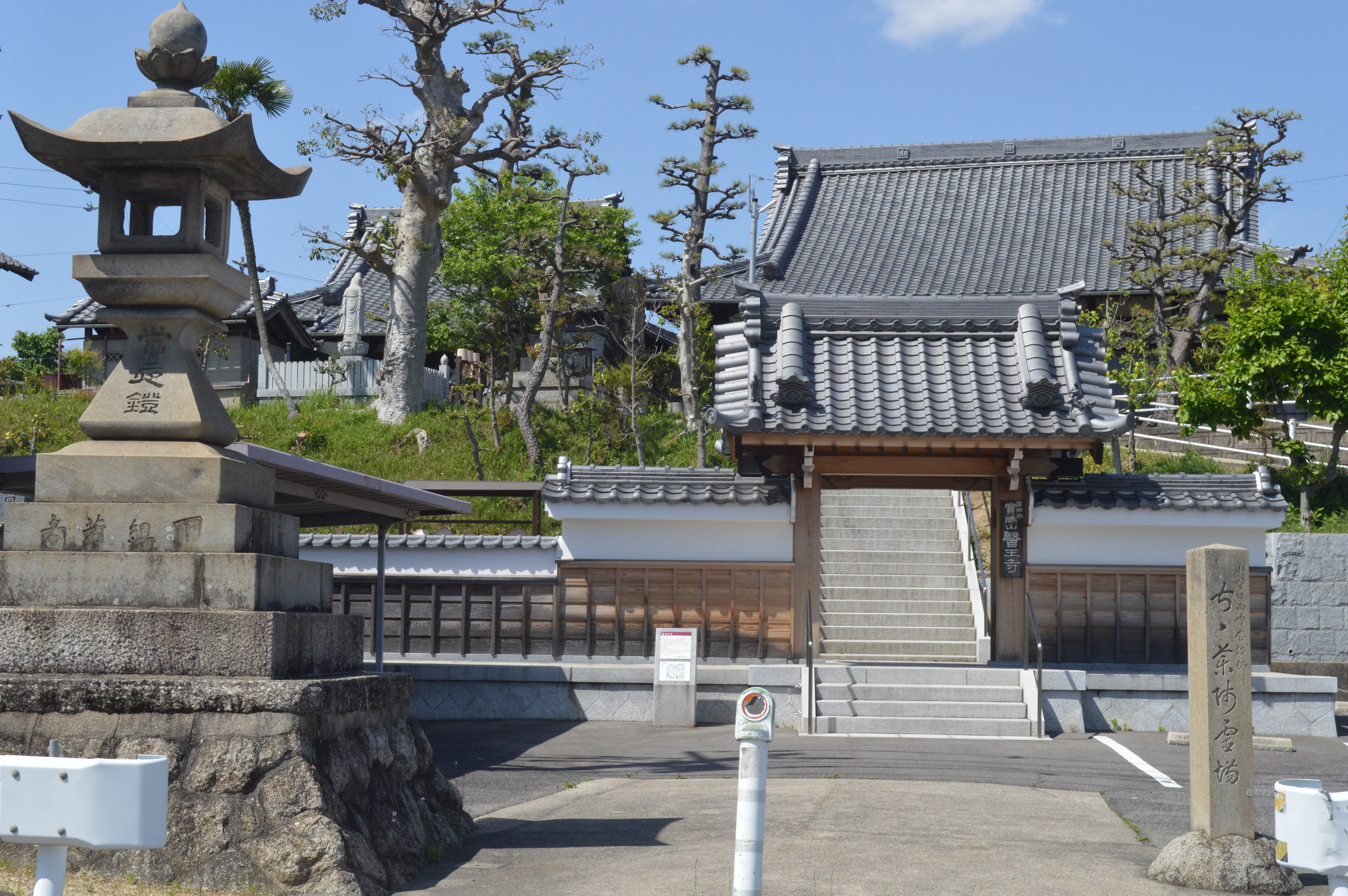
境内

### 近世
慶長年間（1596年～1615年）に楞厳寺の11世能山祖芸が開基となった。三河刈谷城の城主だった水野忠重の頃、網にかかった約2尺の薬師如来像を堂に納めた薬師堂が始まりとする伝承がある。
稲垣氏が刈谷藩主だったころに薬師堂が再建された。薬師如来像は「乳薬師」とも呼ばれ、江戸時代には雨乞い祈願なども行われた。文久3年（1863年）には本堂が修復された。

### 近代
太平洋戦争時の1943年（昭和18年）には、名古屋市立呼続国民学校から医王寺や金勝寺に学童疎開が行われた。医王寺には4年生・5年生・6年生の女子児童約50人が疎開し、本堂で寝泊まりしながら授業を行った。

### 現代
疎開の際の感謝の意味を込めて、1991年（平成3年）には呼続小学校同窓会から医王寺に対して衝立が贈られた。1995年（平成7年）には本堂が修復された。

## 境内
境内には教育者である田部井鉚太郎（田部井竹香）の碑がある。田部井鉚太郎は愛知県内の学校の訓導や校長、富山県視学などを務めた。刈谷藩士である田部井清蔵の長男であり、田部井勝蔵の兄である。
- 本堂

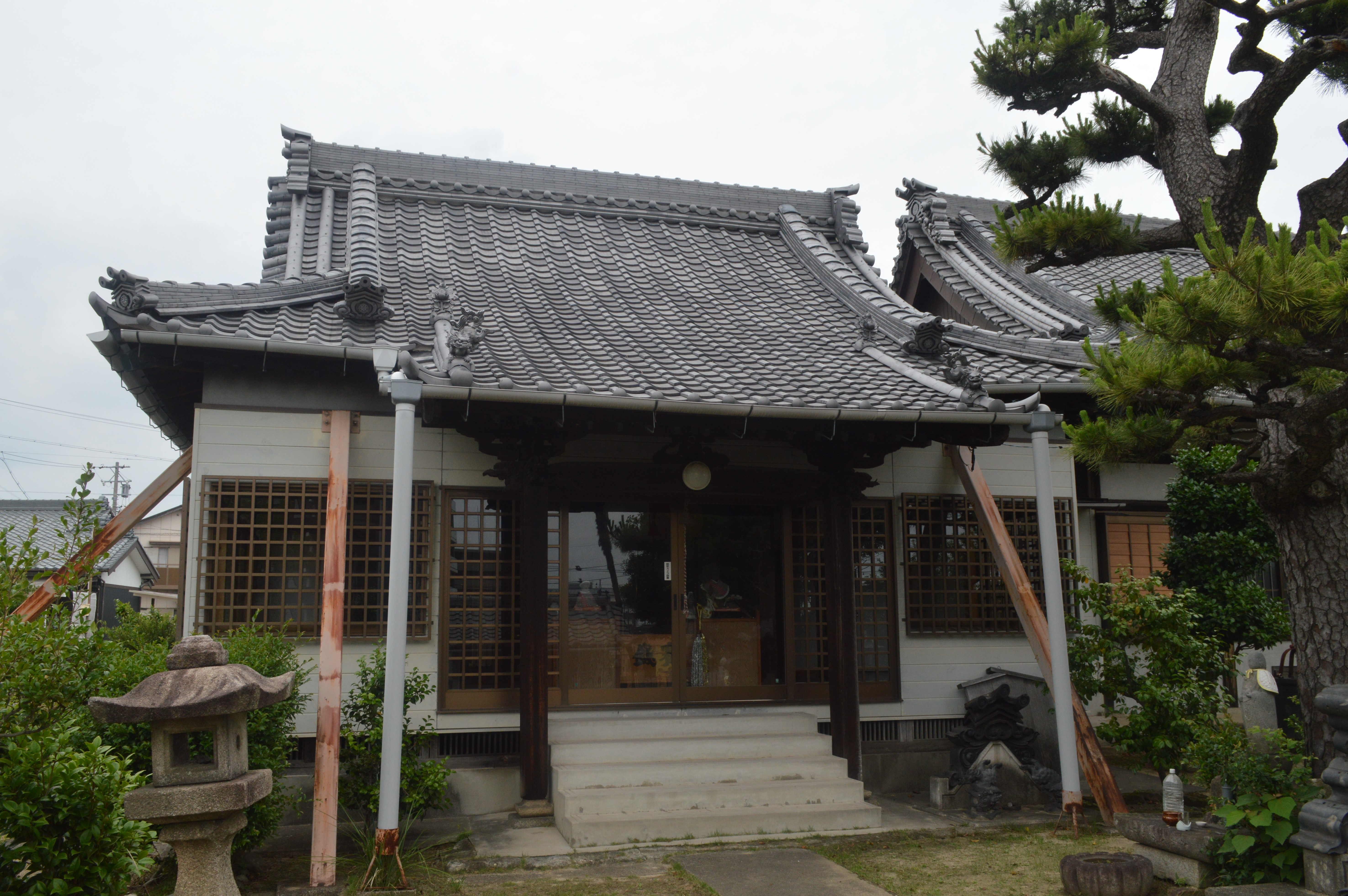
薬師堂
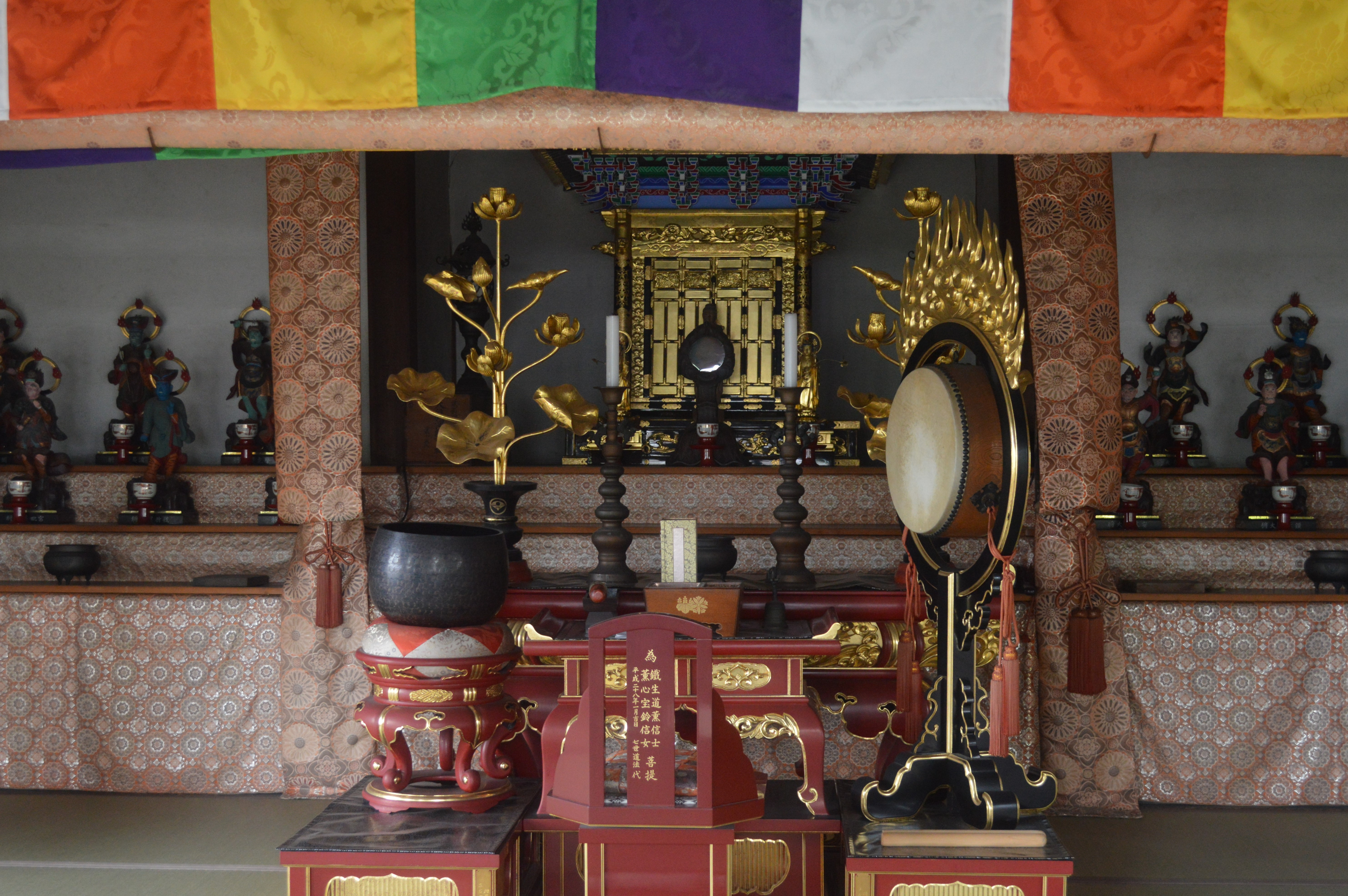
薬師堂の内陣
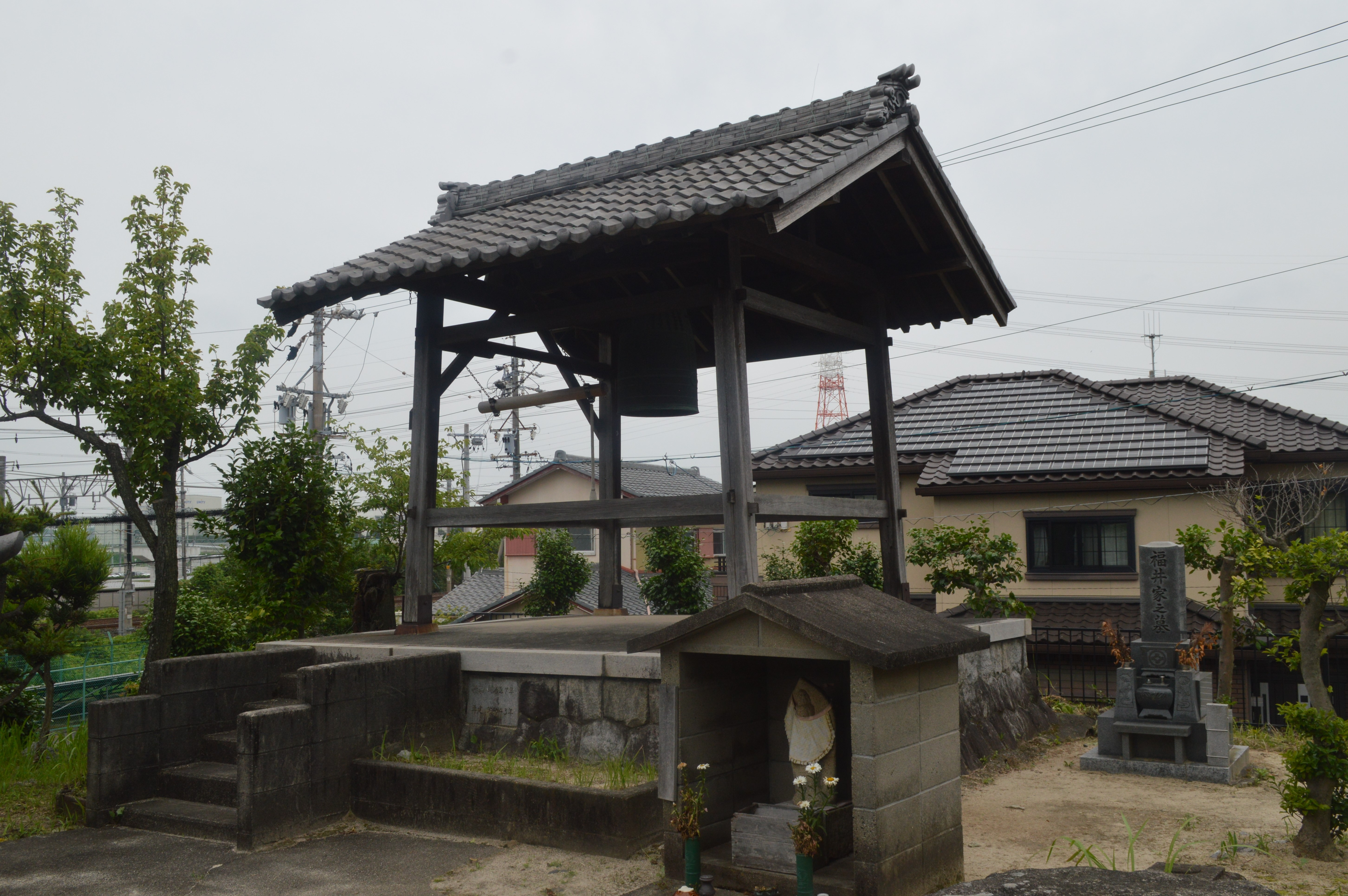
鐘楼
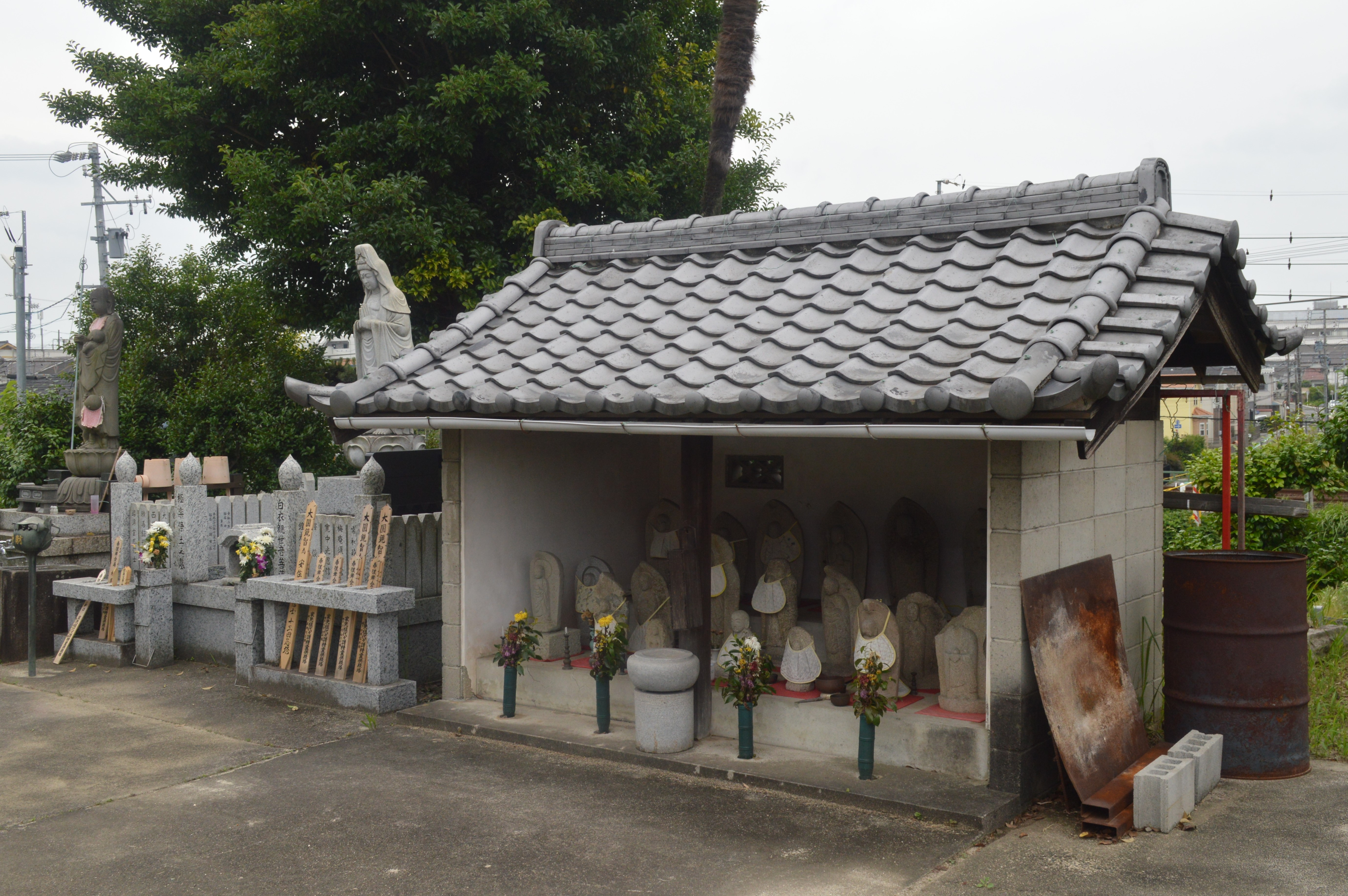
地蔵堂
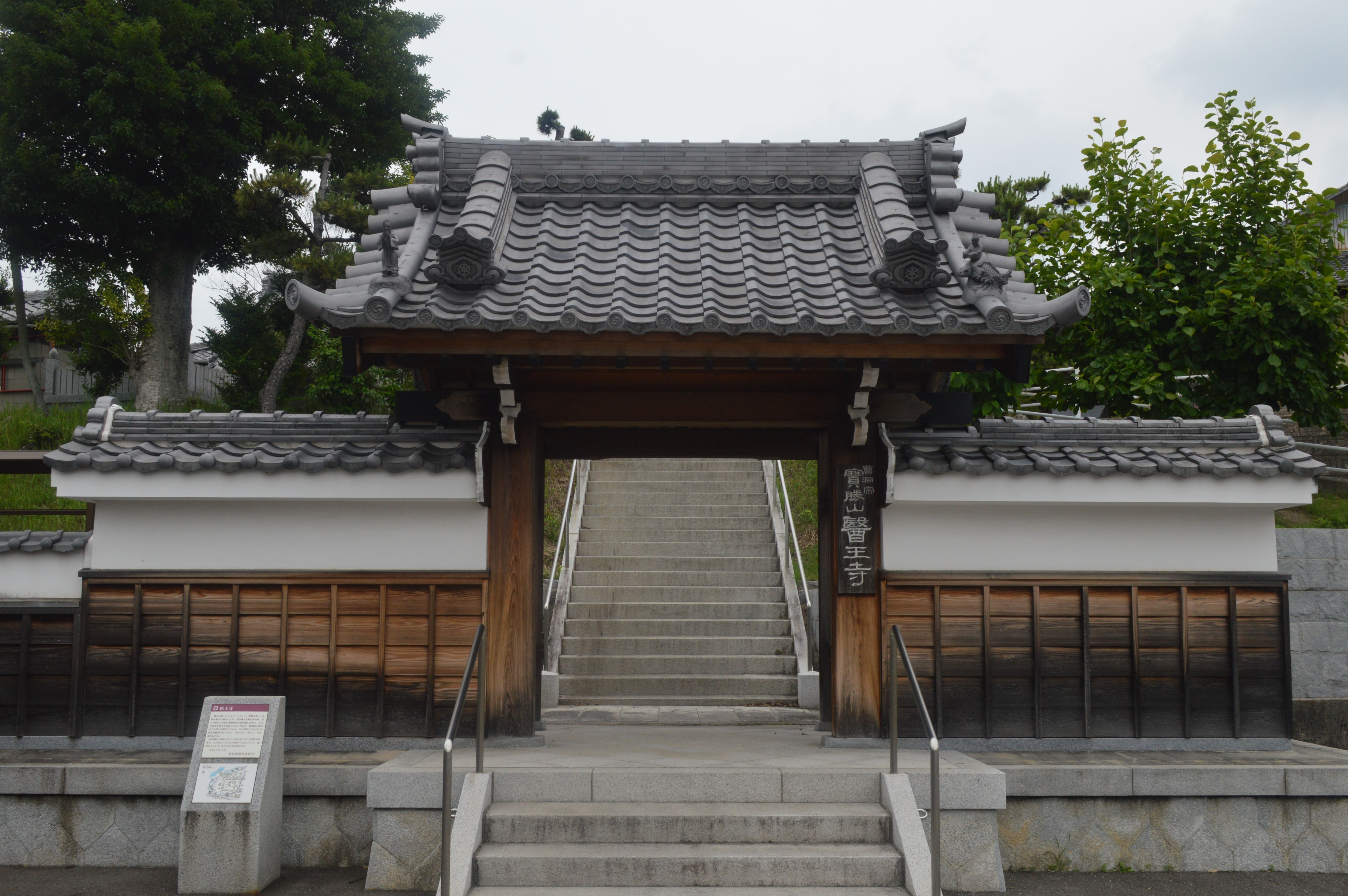
山門
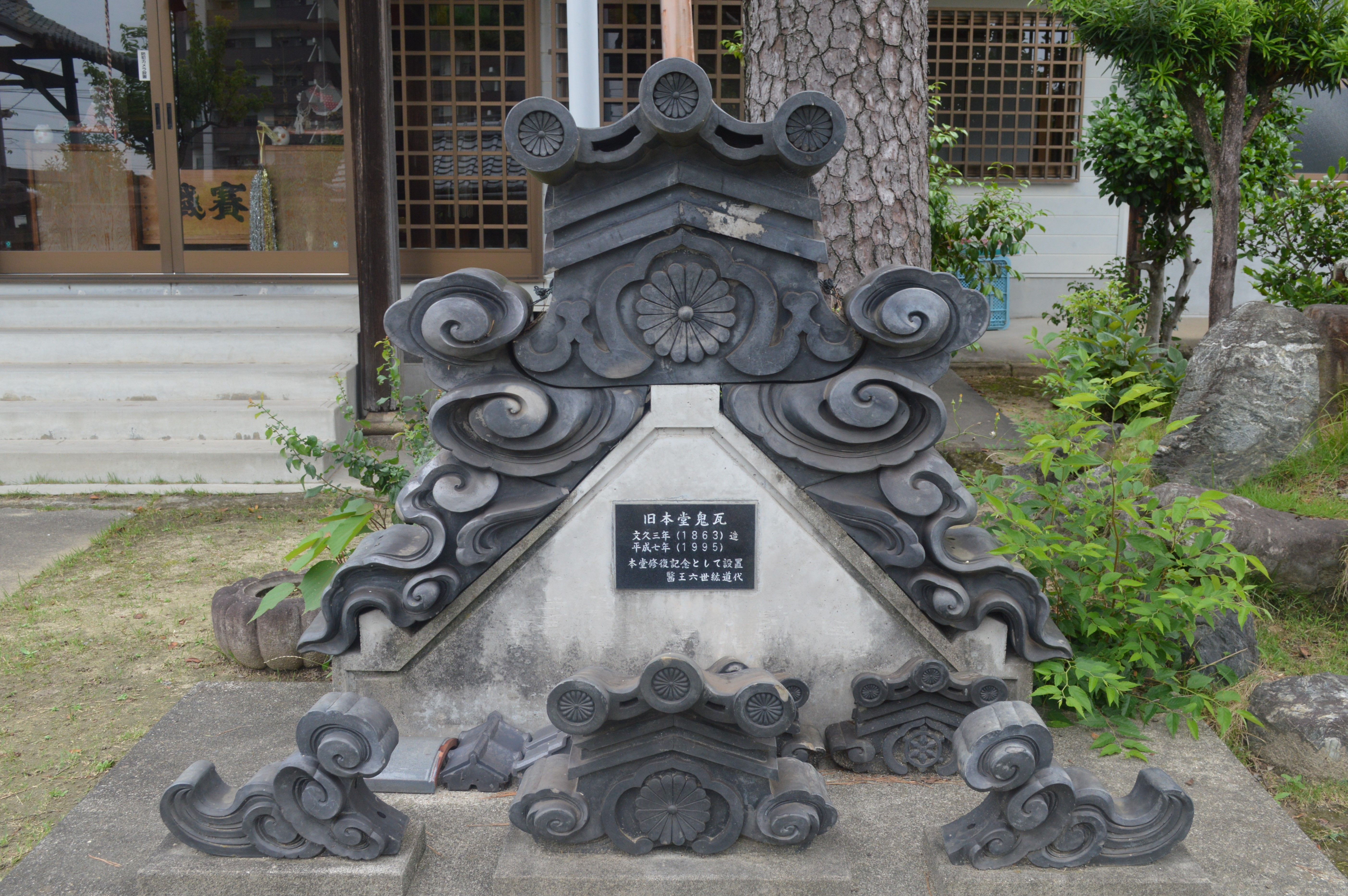
旧本堂の鬼瓦
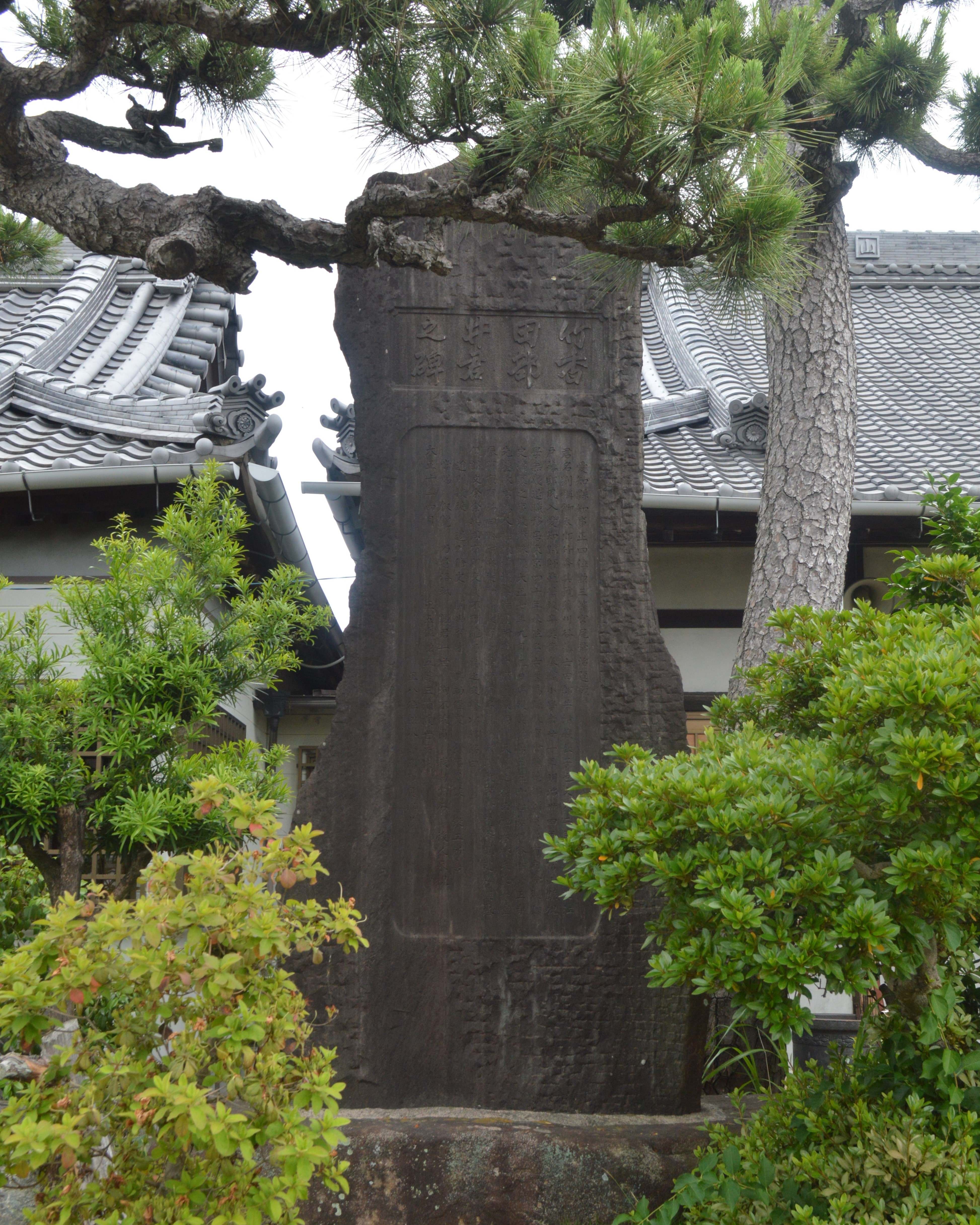
竹香田部井君之碑

- 薬師堂
- 薬師堂の内陣
- 鐘楼
- 地蔵堂
- 山門
- 旧本堂の鬼瓦
- 竹香田部井君之碑

## 伝承
刈谷市今岡町の洞隣寺には「めったいくやしいの墓」がある。かつて洞隣寺で下働きをしていた醜女が医王寺の住職に一目ぼれしたが、住職には相手にされなかったため憤死した。住職には何の非もないわけであるが、醜女は死んでからも青い火玉となって医王寺のほうに飛んで行ったという。

## 現地情報
所在地
- 448-0047 愛知県刈谷市高津波町2丁目93

交通アクセス
- JR東海道本線逢妻駅から徒歩5分